# Eerste Kamerverkiezingen 1986
De Eerste Kamerverkiezingen van 1986 waren tussentijdse Nederlandse verkiezingen voor de Eerste Kamer der Staten-Generaal. Zij vonden plaats op 20 mei 1986.
De verkiezingen waren noodzakelijk geworden na de ontbinding van de Eerste Kamer, nadat een voorstel tot grondwetsherziening in eerste lezing door Tweede Kamer en Eerste Kamer aangenomen was. Het was de laatste keer dat de Eerste Kamer ontbonden werd na goedkeuring van een voorstel tot grondwetsherziening in eerste termijn.
Bij deze verkiezingen kozen de leden van Provinciale Staten - die op 24 maart 1982 bij de Statenverkiezingen gekozen waren - een nieuwe Eerste Kamer.
De door de leden van Provinciale Staten uitgebrachte stemmen hadden niet alle dezelfde waarde; zij werden gewogen aan de hand van de bevolkingscijfers van de provincies. 
De uitslag van de verkiezingen was als volgt:
| Partij                                  | Zetels | Zetels | +/− |
| Partij                                  | 1983   | 1986   | +/− |
| --------------------------------------- | ------ | ------ | --- |
| Christen-Democratisch Appèl             | 26     | 26     | 0   |
| Partij van de Arbeid                    | 17     | 17     | 0   |
| Volkspartij voor Vrijheid en Democratie | 17     | 16     | −1  |
| Democraten 66                           | 6      | 6      | 0   |
| Communistische Partij van Nederland     | 2      | 2      | 0   |
| Pacifistisch Socialistische Partij      | 2      | 2      | 0   |
| Staatkundig Gereformeerde Partij        | 2      | 2      | 0   |
| Politieke Partij Radikalen              | 1      | 2      | +1  |
| Gereformeerd Politiek Verbond           | 1      | 1      | 0   |
| Reformatorische Politieke Federatie     | 1      | 1      | 0   |
| Totaal                                  | 75     | 75     | 0   |

Omdat na de Eerste Kamerverkiezingen van 1983 nog geen nieuwe verkiezingen voor Provinciale Staten gehouden waren, viel te verwachten dat de samenstelling van de Eerste Kamer niet zou wijzigen. Dat dit toch gebeurde, kwam door een vergissing van twee VVD-Statenleden in Drenthe die te laat bij het stembureau arriveerden en daarom niet meer toegelaten werden tot de stemming.

## Gekozenen
Bij deze verkiezingen waren alle 75 leden aftredend, van wie 69 herkozen werden.
Onderstaand volgen enkele bijzonderheden:
- Jaap de Jong werd met doorbreking van de lijstvolgorde met voorkeurstemmen gekozen op de lijst van de PPR. Hij aanvaardde zijn benoeming niet vanwege een eerder gemaakte afspraak tussen PPR en FNP. In zijn plaats werd vervolgens Henk Waltmans benoemd verklaard;

- Hans van Mierlo werd gekozen op de lijst van D66. Hij aanvaardde zijn benoeming niet vanwege zijn verkiezing tot lid van de Tweede Kamer op 21 mei 1986. In zijn plaats werd vervolgens Hanneke Gelderblom-Lankhout benoemd verklaard;

- Aad Nuis werd gekozen op de lijst van D66. Hij aanvaardde zijn benoeming niet vanwege zijn verkiezing tot lid van de Tweede Kamer op 21 mei 1986. In zijn plaats werd vervolgens Aar de Goede benoemd verklaard.

*1850 · 1853 · 1856 · 1859 · 1862 · 1865 · 1868 · 1871 · 1874 · 1877 · 1880 · 1883 · *1884 · 1887 (I) · *1887 (II) · *1888 · 1890 · 1893 · 1896 · 1899 · 1902 · *1904 · 1907 · 1910 · 1913 · 1916 · *1917 · 1919 · *1922 · *1923 · 1926 · 1929 · 1932 · 1935 · *1937 · *1946 · *1948 · 1951 · *1952 · 1955 · *1956 (I) · *1956 (II) · 1960 · *1963 · 1966 · 1969 · *1971 · 1974 · 1977 · 1980 · *1981 · *1983 · *1986 · 1987 · 1991 · 1995 · 1999 · 2003 · 2007 · 2011 · 2015 · 2019 · 2023

* algemene verkiezingen in verband met vervroegde ontbinding van de Eerste Kamer

vanaf 1987 bedraagt de vaste zittingstermijn van de Eerste Kamer vier jaar